# جون فرانكلين فورت
جون فرانكلين فورت هو محامي وقاضي ودبلوماسي وسياسي أمريكي، ولد في 20 مارس 1852 في بيمبرتون في الولايات المتحدة، وتوفي في 17 نوفمبر 1920 في أورانج الجنوبية ‏ في الولايات المتحدة. نشط حزبياً في الحزب الجمهوري. وقد انتخب حاكم نيو جيرسي ‏ (21 يناير 1908 – 17 يناير 1911).